# Alexander Albon
Alexander Albon (London, Engleska, Ujedinjeno Kraljevstvo, 23. ožujka 1996.) tajlandski je vozač Formule 1 za momčad Williams F1.

## Početak utrkivanja

### Karting
Albon je nastupao u kartingu od 2006. do 2011., gdje je osvojio osam naslova prvaka u raznim kategorijama. Prve naslove je osvojio u Kartmasters British Grand Prix - Comer Cadet i Super 1 National Honda Cadet prvenstvu 2006. Sljedeće 2007. osvojio je titulu viceprvaka u Super 1 National Comer Cadet prvenstvu, a sljedeće 2008. naslov prvaka u Kartmasters British Grand Prix - KF3 prvenstvu i titulu viceprvaka u BRDC Stars of Tomorrow KF3 prvenstvu. Godine 2009. osvaja naslove prvaka u kategorijama Formula Kart Stars - KF3, Super 1 National KF3 i KF Winter Series - KF3. Godine 2010. osvaja naslove prvaka u CIK-FIA World Cup - KF3 prvenstvu ispred Maxa Verstappena i CIK-FIA European Championship - KF3 prvenstvu ispred Pierrea Gaslyja. U posljednjoj 2011. osvaja dvije titule viceprvaka u CIK-FIA World Championship kategoriji, i WSK Euro Series - KF1 prvenstvu, oba puta iza Nycka de Vriesa.

### Formula Renault
Albon je od 2012. do 2014. paralelno nastupao u Eurocup Formuli Renault 2.0 i Sjevernoeuropskoj Formuli Renault 2.0.

## Formula 2

### ART Grand Prix (2017.)
2017.

### DAMS (2018.)
2018.

## Formula 1

### Toro Rosso (2019.)
2019.

### Williams (2022.)
2022.

## Vanjske poveznice
- Alexander Albon - Driver Database
- Alexander Albon - Stats F1